# الأتوبيس الترددي السريع (القاهرة)

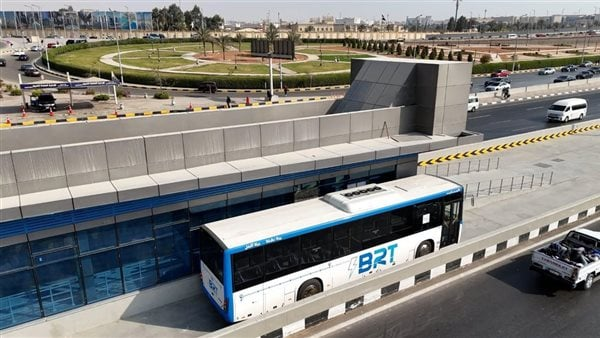
الاتوبيس الترددي السريع BRT مصري الصنع في محطة أكاديمية الشرطة على الطريق الدائري للقاهرة.

الأتوبيس الترددي السريع بالقاهرة الكبرى هو نظام باص سريع التردد على الطريق الدائري للقاهرة الكبرى، تم افتتاح المرحلة الأولى منه في 1 يونيو 2025 ليكون بديل لسيارات الميكروباص على الطريق الدائري. تسير حافلات كهربائية في مسارات منعزلة جزئيًا على الطريق الدائري ومن المقرر أن تضم 52 محطة تبدأ من محطة المشير طنطاوي وتنتهي بمحطة في مدخل التجمع.
يعتبر الأتوبيس الترددي أحد عناصر منظومة النقل النظيف باستخدام الطاقة الكهربائية في مصر والتي تتكون من (ترام الإسكندرية، مترو الإسكندرية، مترو القاهرة، مونوريلي القاهرة (شرق وغرب النيل)، القطار الكهربائي الخفيف LRT، القطار الكهربائي السريع، الأتوبيس الترددي BRT بالقاهرة، الأتوبيس الترددي BRT بالأسكندرية).

## مواصفات المشروع
تم تشغيل حافلات كهربائية في مسار شبه منعزل على يسار الطريق الدائري بعد توسعته، وتم تصميم المحطات ونظم التذاكر الإلكترونية بواسطة وزارة النقل وشركات وطنية، ويمكن الوصول للمحطات فقط عبر أنفاق أو كباري مشاة حسب كل محطة، كما تم تصنيع الحافلات المكيفة بالمصانع المصرية بنسبة مكونات محلية عالية وتتسع كل حافلة ل66 راكب.
يتبادل الخدمة مع مترو الخط الأول (محطة مترو الزهراء و محطة مترو المرج"وموقف المرج") ومع مترو الخط الثالث (محطة مترو إمبابة و محطة عدلي منصور) وكذلك في محطة عدلي منصور المركزية يتبادل ركاب الأتوبيس الترددي الخدمة مع قطار العاصمة LRT ومع قطار السويس ومع السوبر جيت، وفي محطة BRT السلام يتبادل الركاب الخدمة مع موقف السلام بعد تطويره.
قامت وزارة النقل المصرية بتشغيل منظومة الأتوبيس الكهربائي الترددي BRT، والذى يعمل لأول مرة في مصر، وتم تشغيل المرحلة الأولى منه بواقع ٣٥ كم علي الطريق الدائري في 1 يونيو 2025، ويبلغ طول الخط الأول 110 كيلومترات كأحد أطول المسارات عالمياً، وقد تم تصنيع الأتوبيس محليًا بالمصانع المصرية وبمكونات محلية، ضمن خطط الدولة لتوطين الصناعة، ويعمل الأتوبيس بالطاقة الكهربائية للحفاظ على البيئة وهو من الطراز المصري "ستي باص - SETIBUS" وهو العامل كذلك بشبكة خطوط هيئة النقل العام بالقاهرة الكبرى مع اختلافات في تصميم الأبواب والمقاعد. وتعمل الوزارة المصرية جاهدة على تشجيع المواطنين لتقليل استخدام السيارات الخاصة من خلال انشاء عدة ساحات انتظار للسيارات أسفل كل محطة للاتوبيس الترددى، لاستهداف إستخدام وسيلة نقل ركاب تلك المتميزة والصديقة للبيئة. 

## أسعار التذاكر
بعد التشغيل التجريبي المجاني في الأول من يونيو 2025 للمرحلة الأولى والتي تبلغ عدد محطاتها 14 محطة، وهي محطات: عدلي منصور "تبادلية غير نمطية" - عدد 2 محطة سطحية بكوبري مشاه "بهتيم واكاديمية الشرطة" – عدد 11 محطة سطحية بنفق مشاه "إسكندرية الزراعي و العقيد احمد عبدالرحيم و شبرا بنها و مسطرد  و الخصوص و المرج و القلج ومؤسسة الزكاة و الفريق إبراهيم العرابي و السلام و طريق السويس"، بطول أكثر من 35 كيلومتر، تصرف التذاكر من اليوم التالي للتشغيل التجريبي بالأسعار التالية وفق عدد المحطات الآتية:
| عدد المحطات | ثمن التذكرة |
| ----------- | ----------- |
| 4 محطات     | 5 جنيهات    |
| 9 محطات     | 10 جنيهات   |
| 14 محطة     | 15 جنيه     |

- أما لكبار السن (60–تحت70عام) تكون نفس عدد المحطات بنصف السعر (3جنيهات ل4محطات، 5جنيهات ل9 محطات، 8جنيهات ل14محطة).
- ولمن فوق ال70 عامًا يتاح له إشتراك ربع سنوي مجاني تمامًا، وتكون التذاكر بسعر مخفض موحد لجميع المحطات لذوي الهمم وتكافل وكرامة.

المشروع هو بديل للخط الخامس للمترو إلا أن المسافة بين محطات الأتوبيس الترددي على الطريق الدائري أكبر من المسافة بين محطات المترو داخل مناطق القاهرة الكبرى، فمتوسط المسافة بين محطات المترو قرابة الكيلومتر الواحد أو أقل، بينما تبلغ متوسط المسافة بين محطات الاتوبيس الترددي أكثر من 2.5 كيلومتر. على الرغم من ذلك؛ يتقارب سعر المحطة الواحدة في أقل تذكرة للمترو وللاتوبيس الترددي حيث تبلغ حوالي 1.2 جنيه للمحطة الواحدة وذلك لقلة تكلفة تنفيذ وتشغيل الأتوبيس الترددي عن المترو والوسائل الكهربية الأخرى.

## محطات المشروع
تم اختيار تنفيذ المحطات على طول الطريق الدائري في المناطق كثيفة السكان، والقريبة من محطات النقل الجماعي للوسائل الأخرى، وهي:
| المحطات                | المحطات                 | المحطات                   |
| ---------------------- | ----------------------- | ------------------------- |
| محطة المشير طنطاوى     | محطة كايرو فستيفال سيتى | محطة أكاديمية الشرطة      |
| محطة طريق السويس       | محطة عدلي منصور         | محطة موقف العاشر من رمضان |
| محطة غرب الرشاح        | محطة التروللي           | محطة مؤسسة الزكاة         |
| محطة مصرف بلبيس        | محطة متولي الشعراوي     | محطة أحمد عرابي           |
| محطة عزبة الجزيرة      | محطة العصار             | محطة أرض اللواء           |
| محطة المرج             | محطة منطي               | محطة محور 26 يوليو        |
| محطة رشاح والخصوص      | محطة إسكندرية الزراعي   | محطة المعتمدية            |
| محطة مسطرد             | محطة بسوس               | محطة زنين                 |
| محطة البحر الأعظم      | محطة بسوس القناطر       | محطة صفط اللبن            |
| محطة الزهراء           | محطة الوراق             | محطة منشية البكاري        |
| محطة العزبة            | محطة تحيا مصر           | محطة النور                |
| محطة محور الحضارة      | محطة مترو إمبابة        | محطة مسجد المدينة         |
| محطة الجزائر           | محطة بشتيل              | محطة فيصل                 |
| محطة الأوتوستراد       | محطة الطالبية           | محطة الهرم                |
| محطة الهضبة الوسطى     | محطة المنيب             | محطة ترسا                 |
| محطة سيتي سنتر المعادي | محطة الطالبية           | محطة مصر للطيران          |
| محطة الصيد             | محطة البروان            | محطة محور الشهيد          |
| محطة مدخل التجمع       |                         |                           |

تتضمن محطات الاتوبيس الترددي شاشات لمعرفة وقت الوصول و زمن التقاطر "دقيقة ونصف وقت الذروة ويصل إلى ثلاث دقائق باقي اليوم".
مشروع الأتوبيس الترددي السريع BRT حول القاهرة الكبرى بمراحله الثلاثة يبلغ طوله 113كم ويشمل عدد من المحطات بالإضافة ومواقف و محطة شحن رئيسية + 3 محطات شحن فرعية. وسيتم تشغيله على ثلاثة مراحل متتالية:
- المرحلة الاولى بعدد 14 محطة والتي تشمل المسافة من طريق اسكندرية الزراعي حتى أكاديمية الشرطة بطول 35 كيلومتر، وقد تم تشغيلها في 1 يونيو 2025.
- وجارى العمل في المرحلة الثانية بعدد 21 محطة في المسافة من المشير طنطاوى حتى تقاطع الفيوم وتتضمن عدد 3 محطات بمحور المريوطية الهرم - الملك فيصل - ترسا ومحطة المتحف المصرى الكبير (إسكندرية الصحراوي).
- على أن يتم العمل في محطات المرحلة الثالثة بعدد 13 محطة وذلك في المسافة من طريق اسكندرية الزراعي حتى طريق إسكندرية الصحراوى بعد نهو توسعة الطريق الدائري الجارية بتلك المسافة.